# 平磯駅
平磯駅（ひらいそえき）は、茨城県ひたちなか市平磯町にあるひたちなか海浜鉄道湊線の駅である。

## 概要
当駅は、ひたちなか市（旧・那珂湊市）に位置し、平磯海水浴場、隣駅の殿山駅と共に水産物加工団地の最寄り駅である。

### 当駅における運行形態
- 上り（那珂湊・勝田方面）
  - 日中は概ね1時間に1-2本の列車（勝田行）が停車、当駅の最終列車は途中駅の那珂湊行である[2]。
- 下り（阿字ヶ浦方面）
  - 日中は上り同様、概ねに1時間に1-2本の列車が停車する[2]。

## 歴史
- 1924年（大正13年）9月3日：湊鉄道の駅として開業。
- 1944年（昭和19年）8月1日：交通統合により、茨城交通の駅となる。
- 1970年（昭和45年）10月1日：車扱貨物の取り扱いを廃止[3]。
- 1977年（昭和52年）12月16日：無人化、自動券売機設置[3]。
- 1987年（昭和62年）：スーパーマーケットとの合築駅舎となる。
- 2008年（平成20年）4月1日：茨城交通が湊線をひたちなか海浜鉄道に移管。ひたちなか海浜鉄道の駅となる。
- 2011年（平成23年）：駅舎が再改装され、同年10月、現在の施設となる。

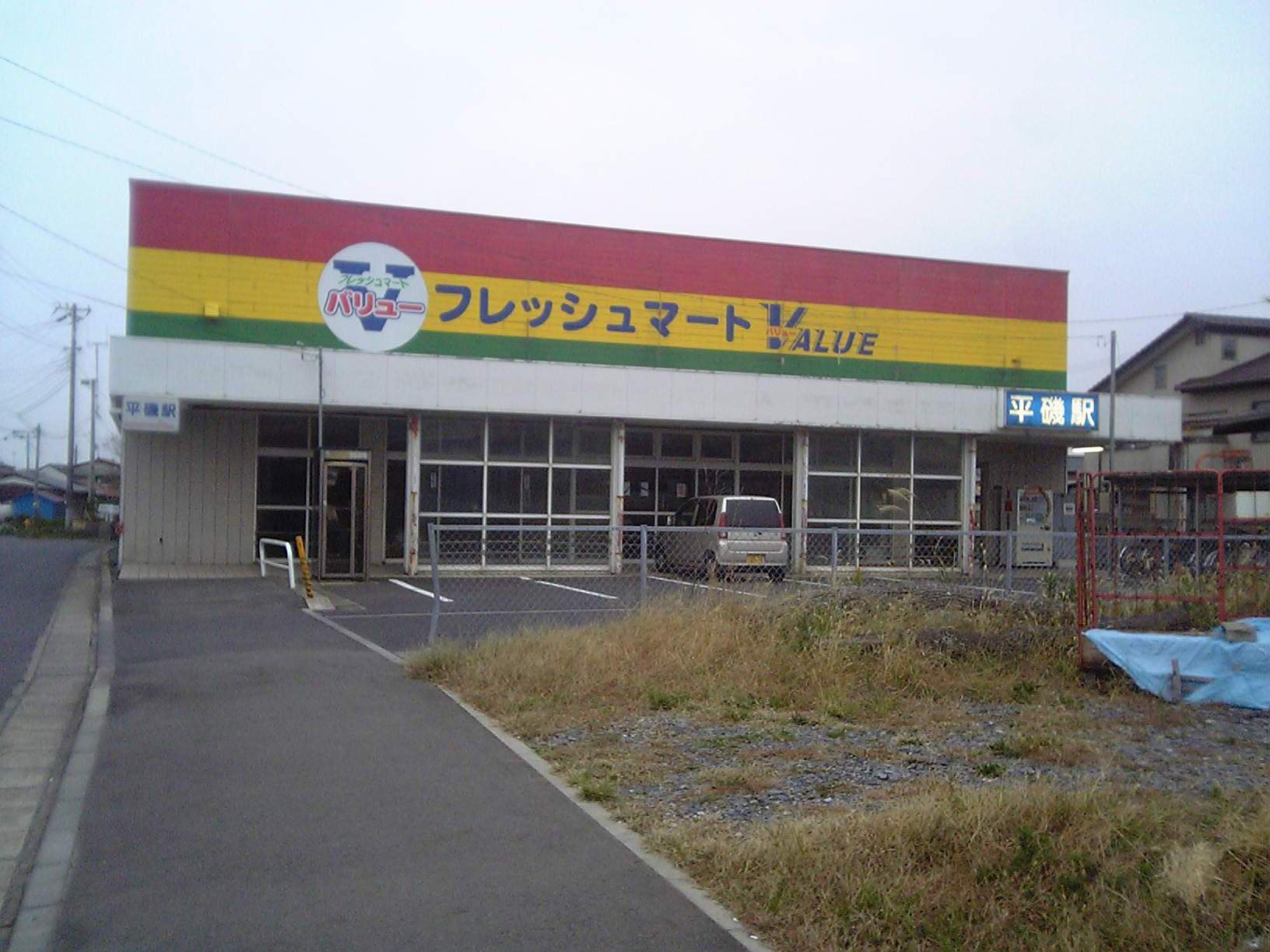
旧駅舎（2009年10月）
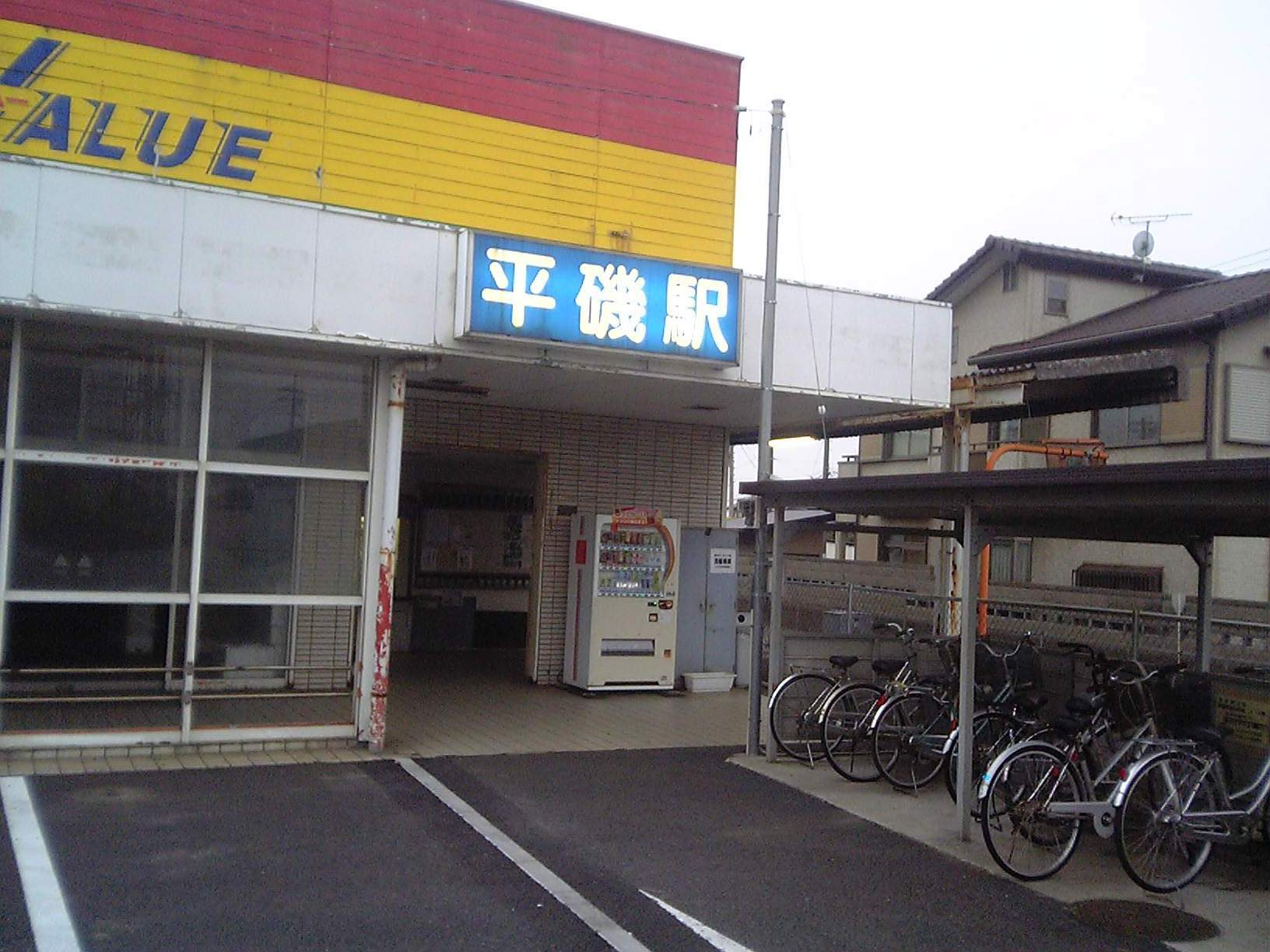
ホーム入口（2009年10月）
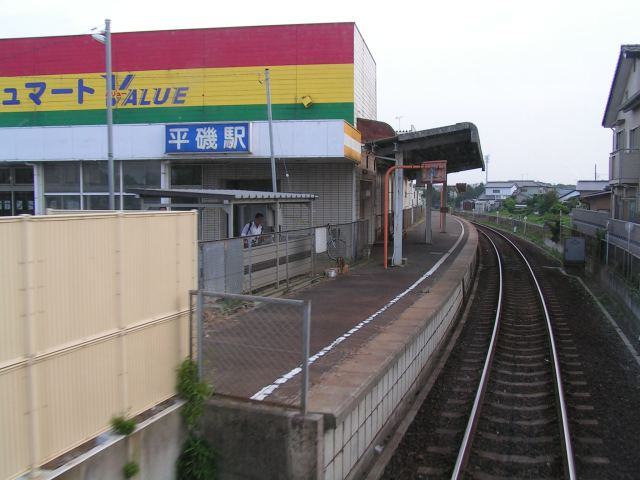
旧駅舎とホーム（2005年8月）

## 駅構造
単式ホーム1面1線を有する地上駅。
1987年に当時直営スーパーだった茨城交通デーリーストア平磯店が入った複合駅舎に改築され、駅舎はスーパーマーケットの一角にある形態だった。茨城交通がスーパー事業から撤退したあと、店舗は他社に譲渡され、スーパーが営業していたが、その後撤退し閉鎖された。駐車場跡地は住宅地となった。駅舎は2011年に再び改装され、店舗跡は同年10月上旬に撤去作業が完了。ホームをバリアフリー対応とし、駐輪場やトイレが設置された。
かつては相対式ホームを有する交換可能駅で、貨物用の側線も有していたが、1980年代に撤去されている。
2021年には美乃浜学園駅開業に合わせた改修として、ホームへの転落防止柵設置、列車非常停止警報装置の新設、および上屋の更新が実施された。

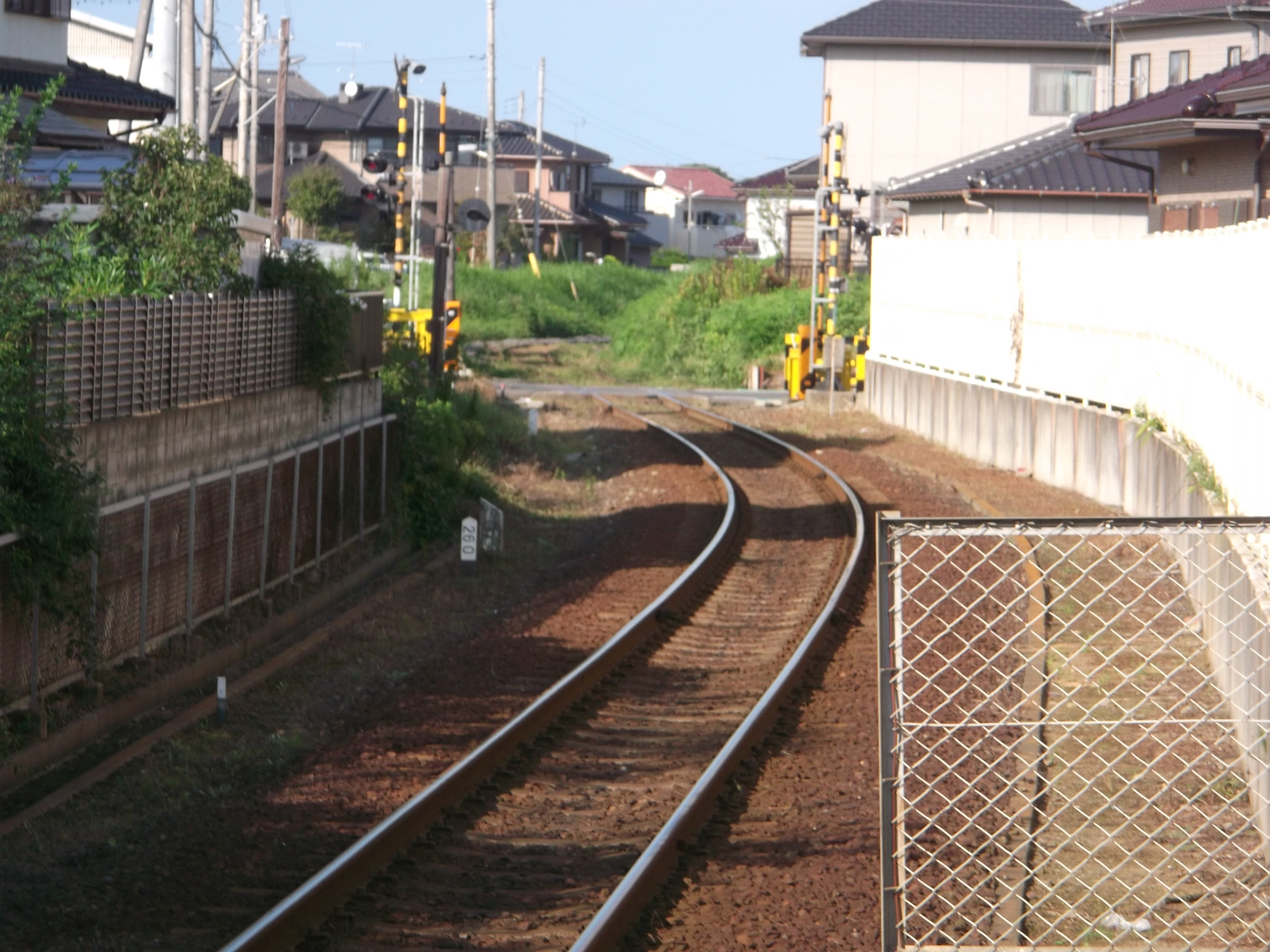
ホームから磯崎駅方面を望む（2013年9月）
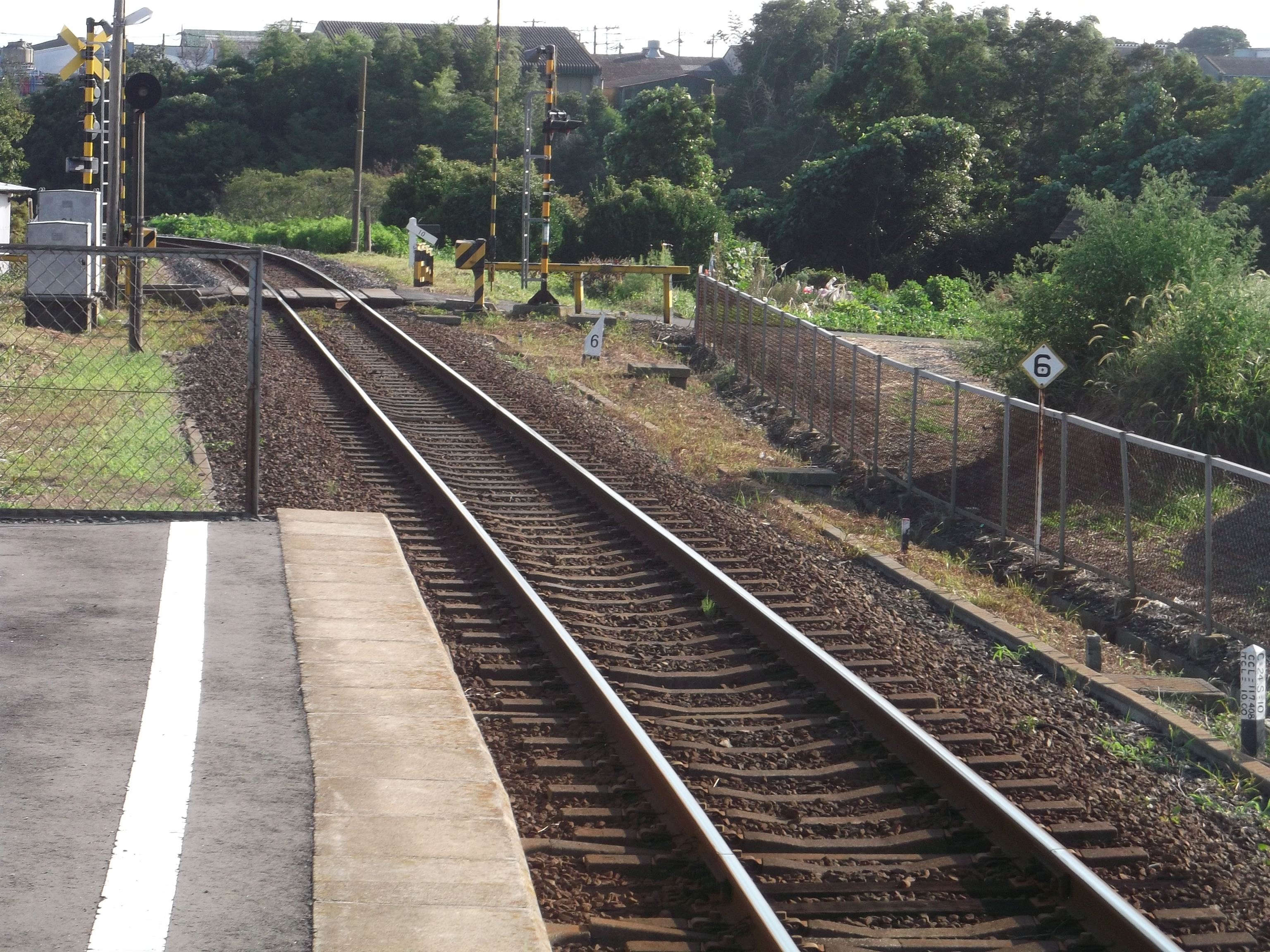
ホームより殿山駅方面を望む（2013年9月）
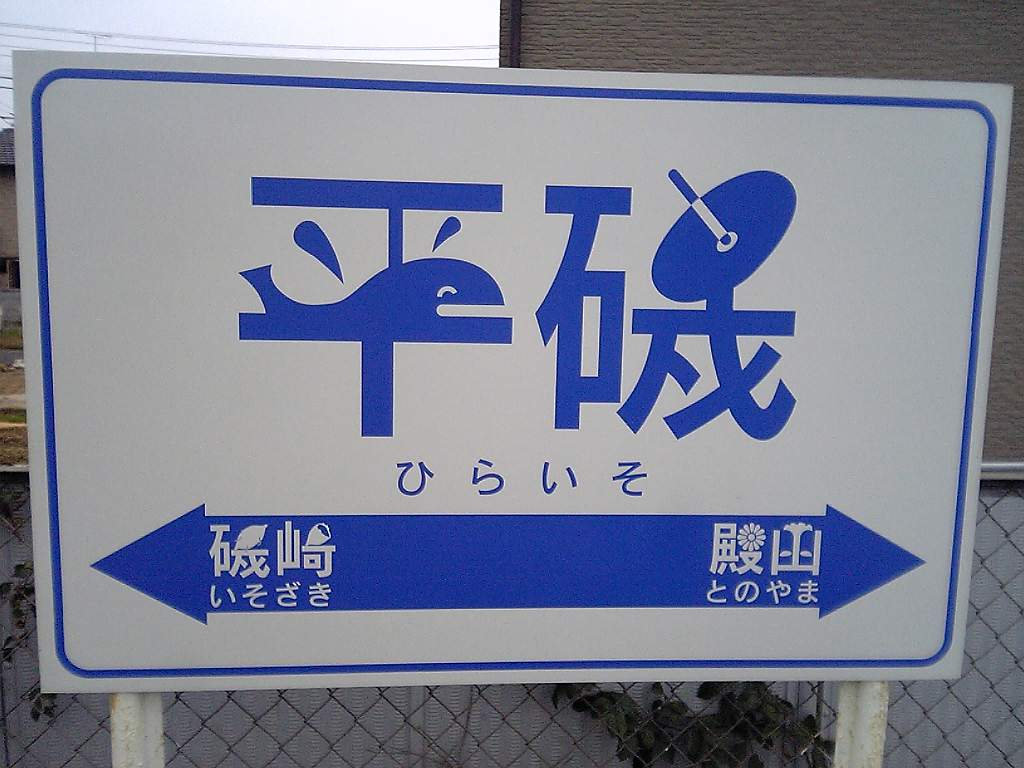
駅名標

## 利用状況
- 平磯駅の利用状況の変遷を下表[5]に示す。
  - 輸送実績（乗車人員）の単位は人であり、年度での総計値を示す。年度間の比較に適したデータである。
  - 表中、最高値を赤色で、最高値を記録した年度以降の最低値を青色で、最高値を記録した年度以前の最低値を緑色で表記している。

| 年 度              | 当駅分輸送実績（乗車人員）：人／年度 | 当駅分輸送実績（乗車人員）：人／年度 | 当駅分輸送実績（乗車人員）：人／年度 | 当駅分輸送実績（乗車人員）：人／年度 | 特 記 事 項 |
| ------------------ | ------------------------------------ | ------------------------------------ | ------------------------------------ | ------------------------------------ | ----------- |
| 年 度              | 通勤定期                             | 通学定期                             | 定期外                               | 合 計                                | 特 記 事 項 |
| 2000年（平成12年） |                                      |                                      |                                      | 80,152                               |             |
| 2001年（平成13年） |                                      |                                      |                                      | 71,247                               |             |
| 2002年（平成14年） |                                      |                                      |                                      | 63,865                               |             |
| 2003年（平成15年） |                                      |                                      |                                      | 62,629                               |             |
| 2004年（平成16年） |                                      |                                      |                                      | 58,665                               |             |
| 2005年（平成17年） |                                      |                                      |                                      | 53,332                               |             |
| 2006年（平成18年） |                                      |                                      |                                      | 52,267                               |             |
| 2007年（平成19年） |                                      |                                      |                                      | 54,560                               |             |
| 2008年（平成20年） |                                      |                                      |                                      | 58,473                               |             |
| 2009年（平成21年） |                                      |                                      |                                      | 60,590                               |             |
| 2010年（平成22年） |                                      |                                      |                                      | 61,685                               |             |
| 2011年（平成23年） |                                      |                                      |                                      | 52,704                               |             |
| 2012年（平成24年） |                                      |                                      |                                      | 61,495                               |             |
| 2013年（平成25年） |                                      |                                      |                                      | 65,700                               |             |
| 2014年（平成26年） |                                      |                                      |                                      | 73,365                               |             |
| 2015年（平成27年） |                                      |                                      |                                      | 77,015                               |             |
| 2016年（平成28年） |                                      |                                      |                                      | 74,825                               |             |
| 2017年（平成29年） |                                      |                                      |                                      | 78,020                               |             |
| 2018年（平成30年） |                                      |                                      |                                      | 78,475                               |             |
| 2019年（令和元年） |                                      |                                      |                                      | 74,825                               |             |

## 駅周辺
- ひたちなか市立平磯小学校
- 平磯郵便局
- 平磯海水浴場
- 平磯漁港
- 水産加工団地

## 隣の駅
ひたちなか海浜鉄道
■湊線
殿山駅 - 平磯駅 - 美乃浜学園駅